# 卡斯納 (伊利諾伊州)
卡斯納（英語：Casner）是位於美國伊利諾伊州梅肯縣的一個非建制地區。該地的面積和人口皆未知。

## 地理
卡斯納的座標為39°48′01″N 88°47′28″W / 39.80028°N 88.79111°W，而該地的平均海拔高度為215米（即705英尺）。